# Шнеп-Бэлан, Дойна
Дойна Лильяна Шнеп-Бэлан (рум. Doina Liliana Șnep-Bălan; род. 10 декабря 1963, Литени, Сучава) — румынская гребчиха, выступавшая за сборную Румынии по академической гребле в середине 1980-х — начале 1990-х годов. Серебряная призёрка летних Олимпийских игр в Лос-Анджелесе, серебряная и бронзовая призёрка Олимпийских игр в Сеуле, серебряная призёрка Олимпийских игр в Барселоне, трёхкратная чемпионка мира, победительница и призёрка многих регат национального значения.

## Биография
Дойна Бэлан родилась 10 декабря 1963 года в городе Литени, Румыния. Занималась академической греблей в Бухаресте в столичном гребном клубе «Динамо».
Первого серьёзного успеха на взрослом международном уровне добилась в сезоне 1984 года, когда вошла в основной состав румынской национальной сборной и благодаря череде удачных выступлений удостоилась права защищать честь страны на летних Олимпийских играх в Лос-Анджелесе (будучи страной социалистического лагеря, формально Румыния бойкотировала эти соревнования по политическим причинам, однако румынским спортсменам всё же разрешили выступить на Играх частным порядком). Здесь Бэлан стартовала в составе распашного экипажа, куда также вошли гребчихи Луча Саука, Марьоара Трашкэ, Анета Михай, Аурора Плешка, Камелия Дьяконеску, Михаэла Армэшеску, Адриана Базон и рулевая Вьорика Йожа — в финале восьмёрок пришла к финишу второй позади экипажа из Соединённых Штатов и тем самым завоевала серебряную олимпийскую медаль.
После лос-анджелесской Олимпиады Дойна Шнеп-Бэлан осталась в гребной команде Румынии на ещё один олимпийский цикл и продолжила принимать участие в крупнейших международных регатах. Так, в 1985 году она отправилась представлять страну на мировом первенстве в Хазевинкеле, где выиграла бронзовую медаль в восьмёрках.
В 1986 году на чемпионате мира в Ноттингеме одержала победу в распашных рулевых четвёрках.
Находясь в числе лидеров румынской национальной сборной, благополучно прошла отбор на Олимпийские игры 1988 года в Сеуле — на сей раз взяла бронзу в четвёрках и серебро в восьмёрках.
В 1989 году выступила на чемпионате мира в Бледе, где выиграла серебряную медаль в безрульных двойках.
На мировом первенстве 1990 года в Тасмании дважды поднималась на верхнюю ступень пьедестала почёта, добавила в послужной список две золотые награды, полученные в безрульных четвёрках и рулевых восьмёрках — таким образом стала трёхкратной чемпионкой мира по академической гребле.
В 1991 году на чемпионате мира в Вене заняла шестое место в безрульных четвёрках и завоевала бронзовую медаль в рулевых восьмёрках. 
Представляла страну на Олимпийских играх 1992 года в Барселоне, где показала седьмой результат в программе безрульных двоек и завоевала серебряную медаль в рулевых восьмёрках. Вскоре по окончании этих соревнований приняла решение завершить спортивную карьеру.
Замужем за известным румынским гребцом Йоаном Шнепом. Её младшая сестра Анишоара Добре-Бэлан тоже добилась больших успехов в академической гребле.